# Новиков, Иван Васильевич (партийный деятель)
Иван Васильевич Новиков (29 июня 1923 — 5 июля 1994) — советский партийный деятель, первый секретарь Обнинского горкома КПСС (1968—1983).

## Биография
Родился 29 июня 1923 года в селе Дашино Мосальского района Калужской области.
В 1941 году после начала Великой Отечественной войны добровольцем ушёл на фронт, был тяжело ранен. В ноябре 1944 года демобилизовался по инвалидности (ампутирована левая рука). Награждён орденами Отечественной войны 1-й и 2-й степеней и медалью «За отвагу».
В 1950 году окончил Калужский государственный педагогический институт, работал учителем, директором школы, редактором районной газеты, потом находился на партийной работе.
В 1960 по 1968 год первый секретарь Барятинского и Спас-Деменского райкомов КПСС.
С 1968 по 1983 год первый секретарь Обнинского городского комитета КПСС. Делегат XXV съезда КПСС.
С 1983 года на пенсии. Умер 5 июля 1994 года, похоронен на Кончаловском кладбище.

## Награды
Награды:
- Орден Ленина
- Два ордена Отечественной войны 1-й и 2-й степени
- Два ордена Трудового Красного Знамени
- Орден Знак Почёта
- Медаль За отвагу
- Медаль «За трудовое отличие»

### Премии
- Премия Совета Министров СССР

### Звания
- Почётный гражданин города Обнинска (1996; посмертно — За выдающиеся заслуги в развитии города Обнинска, большую общественную работу[3])